# محكمة كلية
المحكمة الكلية (أو هيئة المحكمة الكلية) هو مصطلح يشير إلى محكمة يزيد فيها عدد القضاة عن المعتاد. ومن ثمَّ، في حالة المحاكم التي يرأسها عادةً قاضٍ واحد، تتألف المحكمة الكلية من ثلاثة قضاة (أو أكثر). وفي حالة المحاكم التي تتألف عادةً من ثلاثة قضاة (كما هو الحال في الكثير من محاكم الاستئناف)، تضم المحكمة الكلية خمسة قضاة (أو أكثر). ظهر هذا المصطلح للمرة الأولى في إنجلترا، لكن يبدو أنه لم يعد مستخدمًا هناك إلى حد كبير الآن. ومع ذلك، فهو لا يزال مستخدَمًا في إسكتلندا والعديد من النظم القضائية بدول الكومنولث مثل أستراليا، ونيوزيلندا، وجنوب إفريقيا، والهند، وباكستان، إلخ. وبالرغم من إمكانية مشاركة جميع القضاة، فإن المحاكم الكلية في الغالب لا تتضمن مشاركة جميع القضاة الذين تضمهم في هيئتها (وهو ما يُعرَف في الولايات المتحدة الأمريكية باسم "كامل منصة المحكمة").
يعكس هذا المصطلح إجراء عمليات الاستئناف (قبل تأسيس محاكم الاستئناف الدائمة) لقرارات المحاكم التي ضمت عددًا من القضاة في المحاكمة ذاتها (ويتم ذلك عادةً باستبعاد القاضي الذي أصدر الحكم المُراد استئنافه). ويكون القاضي بالمحكمة الكلية بنفس الدرجة الوظيفية في الهيئة القضائية التي تمتع بها القاضي الذي أصدر الحكم المُراد استئنافه، ووفق قاعدة السابقة القضائية، قد لا يلزم المحاكم مستقبلاً بهذا المستوى. لكن زيادة عدد القضاة في المحاكمة، بالإضافة إلى كون القضية استئنافًا، قد يجعلها مقنعة - عمليًا - كالحكم الصادر عن نفس العدد من القضاة في محكمة عليا.
وقد أدت النزعة قديمًا إلى إنشاء محاكم استئناف منفصلة، مع وجود قضاة استئناف دائمين، بدلاً من المؤقتين، إلى تقليل الحاجة إلى المحاكم الكلية. لكنها لا تزال تُقام أحيانًا في القضايا ذات الأهمية القصوى التي تقل فيها احتمالات الاستئناف.